# 根体
抽象代数学における多項式の根体（こんたい、英: rupture field）は、与えられた多項式の根を少なくとも一つ含むような最小の非自明な拡大体を言う。すなわち、根体はその多項式の係数体にひとつの根を添加して与えられる拡大体を言う。
この概念は主に P(X) が係数体 K 上既約であるときに意味を持つ。この場合、P(X) の K 上の任意の根体が KP = K[X]/(P(X)) に同型（ただし標準同型ではない）になる。これは K に係数を持つ一変数多項式環 K[X] を P(X) の生成するイデアルで割った環であり、P(X) で割った剰余全体の成す環と見ることもできる。すなわち、この剰余環をとる操作が P(X) の根体構成である。
多項式 P の根体は必ずしも P の全ての根を含む（すなわち、KP において一次式の積に分解される）わけではない。しかし、この構成を有限回繰り返し適用して P の全ての根を含む有限次拡大を構成することは可能である。このように得られる体は P の分解体と言う。またこれは、もっと一般の（既約とは限らない）多項式に対しても適用できる。
「根体」という用語は必須のものではない。既に述べたように、根体を得るには剰余環 K[X]/(P(X)) をとればよいのであって、剰余環の概念を持ち出せば十分であることから、特段の名称を付けないというような文献も多い。加えて、「根体」("corps de rupture") を別の意味で用いることも稀にあるため注意を要する。

## 用語に関する注意
多くの文献において、根体構成及びその性質は体論において最初の段階で扱うことになるものだが、K 上の既約多項式 P の根 α を添加して得られる K の拡大体 K(α) に特定の名前を付けず、構成及び性質は主に剰余環構成 K[X]/(P(X)) のそれによって達成される。
さらに言えば、別な意味で「根体」あるいは「分解体」という呼称が用いられることがある。ある文献では、与えられた多項式の根を含む「任意の」拡大体を根体 (corps de rupture) と呼んでいる。この意味では例えば実数体 ℝ も多項式 X3 − 2 の根体になる。また別の文献は K 上の定数でない多項式 P に対して、P が一次式の積に分解 (split) されるような K 上有限次の任意の拡大を P の「分解体」(corps de rupture) と呼んでいる。これと近い定義で、多項式 P の「分解体」(corps de rupture) を P の根全体の成す集合が K 上生成する体と定めるものもある（これは P の最小分解体 (corps de décomposition) と呼ぶのが普通）。

## 定義
具体的に、K を体、L は K の拡大体で、α は L の元とする。
- K 上で α の生成する中間体（K と α を含む最小の体）を K(α) と書く。これは K の α による単拡大である。
- α が K 上の既約多項式 P の根であるとき、α は K 上代数的であり、またP は α の K 上の最小多項式である。

定義体 K 上の（既約）多項式 P(X) に関する K 上の根体とは、P(X) の根 a が K 上生成する単拡大体 K(a) を言う。
例えば、K = Q を有理数体、P(X) = X3 − 2 のとき、Q[3√2] は P(X) の根体（のひとつ）になる。多項式の根体は必ずしもその多項式の全ての根を含むわけではない。実際、体 Q[3√2] は P(X) の残り二つの虚根（すなわち、ω を 1 の虚立方根として、ω3√2 および ω2 3√2）を含まない。

### 拡大体の部分体として
L は K の拡大体で α ∈ L とし、適当な K-係数多項式 Q を用いて Q(α) として書くことができる L の元全体の成す集合、すなわち α の冪たちの K-係数線型結合の全体を K[α] と書けば、これが K と α を含む最小の部分環であることは容易に知れる。K[α] は K と α を含む任意の体に含まれることも明らかである。α が K[X] に属する次数 n の既約多項式 P の根であるとき、
- K[α] の各元 Q(α) は、次数高々 n − 1 の多項式（Q を P で割った剰余）によって一意的に表される（一意性は剰余の一意性からくる）。
- K[α] の各非零元は K[α] において可逆である。実際、そのような元を Q(α) とすると P は既約であるから、K[X] におけるベズーの等式により、適当な多項式 U, V が存在して、U(α)Q(α) + V(α)P(α) = 1 とできるが、いま P(α) = 0 ゆえ、U(α) が Q(α) の逆元を与える。

ゆえに環 K[α] は体を成し、K[α] = K(α) は P の K 上の根体である。さらに言えば、この体の K 上のベクトル空間としての基底は {1, α, α2, …, αn–1} で与えられる（K の任意の拡大体 E は、E の加法と E の元と見た K の元を掛ける操作を K のスカラー倍と見做して K 上のベクトル空間の構造を持つことに注意せよ）。K(α) の K 上の拡大次数 [K(α) : K] はこのベクトル空間としての次元であるから、[K(α) : K] = n は多項式 P の次数に等しい。

### 根体における計算
前節でみたように P の K 上の根体 K(α) の元を α の次数が P の次数より小さい多項式として表すとき、それらの和、積および逆元は、α の取り方に依らず P のみによって決まる。
- 和は多項式の和;
- 積は多項式の積を P で割った剰余;
- 逆元は拡張ユークリッド互除法で求まるベズーの等式から計算できる。

## 構成
実は既約多項式 P の K 上の根体は P の根 α を含む K の拡大体の存在を仮定することなく、多項式環 K[X] を P で割った剰余の成す環 K[X]/(P) として構成することができる。P の次数が n ならば、この環は次数高々 n − 1 の多項式全体の成す集合であって、前節に述べた加法および乗法を持ち、それぞれの単位元 0 および 1 が存在する。これによりこの集合は環であって、また P が既約であることからベズーの等式により逆元がとれるから体を成す。この構成において X は P の根となる。
より抽象的に、K[X]/(P) は K[X] を P の生成するイデアル (P) で割った剰余環として定義される。P は既約であるから、(P) は素イデアルであり、さらに K[X] は主環（特にユークリッド環）だから極大イデアル、従って剰余環 K[X]/(P) は体を成す。K[X]/(P) の各剰余類は、次数高々 n − 1 の多項式をただ一つずつ含み、それらを完全代表系として先に述べた構成および計算が得られる。
この体は（K の各元は定数多項式と同一視することにより）K の拡大体で P の根を含むものとして構成されたものである。実際、X の同値類を α = X と書けば、K[X]/(P) = K(α) は P の根体である。
前の節で述べたことは以下のように言い直せることを注意しておく:
- K が体、P が K 上の既約多項式で、L を P の少なくとも一つの根 β を含む K の拡大体とすれば、K[X]/(P) から L への体の準同型（これは必ず単射になる）f が一意的に存在して f(a) = a (∀a ∈ K) および f(X) = β とできる。

実際、K[X] から L への環準同型で、K の元をそれ自身に写し、かつ X を β に写すものはただ一つであり、P の生成するイデアルはこの準同型の核であるから、準同型定理により、環準同型 f: K[X]/(P) → L で所期の性質を満足するものが得られる。L は体であるから、この f は必ず単射である。これらの性質を用いれば、K[X]/(P) の各元は X の線型結合であるということから、f が X の行き先のみによって決まることがわかる。 
この性質は特に、P の K 上の任意の根体が K[X]/(P) に同型となることを保証する（先の記法で書けば、L = K(β) ととって作った上記の準同型の像は K と β を含む L の部分体であるから、それは L 全体に他ならない）。

## 例
- X2 + 1 の実数体 R 上の根体は複素数体 C である。これはまた分解体でもある。
- X2 + 1 の三元体 F3 上の根体は F9 である。実際、F3 は平方が −1 になる元を持たず、また F3 の任意の二次拡大体が F9 に同型である。

## 性質

### 存在と一意性
K[X]/(P(X)) の構成は、根体の存在を保証し、ほかの任意の根体がこれに同型であるという性質はその一意性を示している。P の根を含む K の拡大体に関する研究は、K[X]/(P(X)) 上で有効である。すなわち、以下の定理を得た:
定理 (根体の一意存在)P が体 K 上の n-次既約多項式ならば、同型の違いを除いてただ一つ P の根体 K[X]/(P(X)) が存在する。さらに言えば、これは拡大次数 n の拡大体であって、P の根を含む K の任意の拡大体が、根体を中間拡大体として含む。
ここに、多項式 P の既約性は、多項式の根を含む最小の拡大体の一意性を言うために必要である。実際、K 上の次数の相異なる二つの既約多項式の積に対し、その各既約因子の根を添加する拡大は、上で述べたように K 上相異なる拡大次数を持つ拡大体を定めるから、それらは互いに同型でない。次数が同じである場合も同型でないことは起こりうる。例えば、多項式 P(X) = X4 – X2 – 2 = (X2 + 1)(X2 – 2) は ℚ 上で P の根を含む二つの次数最小の拡大体 ℚ[i] および ℚ[√2] を持ち、これらは互いに同型でない。

### 根体の特徴付け
体 F が K 上のn-次既約多項式 P の根体 F であることと、以下は同値である:
- P の根を添加する K の単拡大であること;
- P の根を少なくとも一つ含む K の拡大体であって、K 上の拡大次数が n であること;
- P の根を少なくとも一つ含む K の拡大体であって、K 上の拡大次数が最小であること;
- P の根を少なくとも一つ含む K の拡大体であって、そのような任意の拡大体の部分体となるという意味で最小となること;
- P の根を含む K の極小拡大体（P の根を含むような真の部分体を持たないという意味で極小）となること。

### 準同型と根
L を K の拡大体とする。上で見たように、P の任意の根 α が、L に含まれる P の根体 K(α) に対応する。相異なる二つの根に同じ根体が対応し得るが、各根に対して一意に K[X]/(P) から L への（したがって、L に含まれる根体への）体の準同型が定まる。故に、L に含まれる P の根の全体と K[X]/(P) から L への準同型の全体は一対一に対応する。
特に、P の次数が n ならば、K[X]/(P) から L への準同型は高々 n 個存在する。P が L において一次式の積に分解し、全ての単根が L に属するならば、K[X]/(P) から L への準同型はちょうど n 個存在する。
K 上の多項式が分離的であるとは、それが K の代数閉包において重根を持たないこと（あるいは同じことだが、その一階導多項式と共通根を持たないこと）を言う。次数 n の既約多項式 P が分離的ならば、K から K の代数閉包への（あるいは L または P が一次式の積に分解する任意の体への）準同型はちょうど n 個存在する。完全体上任意の既約多項式は分離的である。例えば、有理数体、実数体、一般に標数 0 の任意の体はそうであるが、任意の有限体はそうでない（分離拡大の項を参照）。